# Coprinopsis laanii
Coprinopsis laanii är en svampart som först beskrevs av Kits van Wav., och fick sitt nu gällande namn av Redhead, Vilgalys & Moncalvo 2001. Coprinopsis laanii ingår i släktet Coprinopsis och familjen Psathyrellaceae.  Arten är reproducerande i Sverige. Inga underarter finns listade i Catalogue of Life.